# Harutiun Jangülian
Harutiun Jangülian (en armenio: Յարութիւն Ճանկիւլեան; 1855 – 15 de junio de 1915) fue un historiador y activista político armenio, diputado de la Asamblea Nacional de Armenia. Es especialmente célebre por su participación en la manifestación de Kum Kapu. Pasó 6 años encarcelado en el exilio. Regresó a Constantinopla y continuó su actividad política después de su liberación. Jangülian fue arrestado el 24 de abril de 1915, a principios del genocidio armenio, siendo deportado, y finalmente ejecutado por el ejército otomano.

## Primeros años
Harutiun Jangülian nació en el seno de una familia armenia en 1855 en Van, dentro del Imperio otomano. En aquel entonces, Van fue considerado como uno de los principales centros del Movimiento de Liberación Nacional de Armenia. Se unió al Partido Socialdemócrata Hunchak mientras estaba en Van, y se trasladó a Constantinopla en 1884. Allí, Jangülian conoció a Hampartsoum Boyadjian, uno de los principales activistas políticos del Partido Hunchak. Ambos se convirtieron en los principales organizadores de la manifestación de Kum Kapu.

### Manifestación de Kum Kapu
Hacia finales del siglo XIX, las sociedades revolucionarias armenias comenzaron a agitarse por reformar y renovar la atención de Europa hacia la cuestión armenia. El Partido Hunchak realizó particularmente tácticas de grandes manifestaciones.

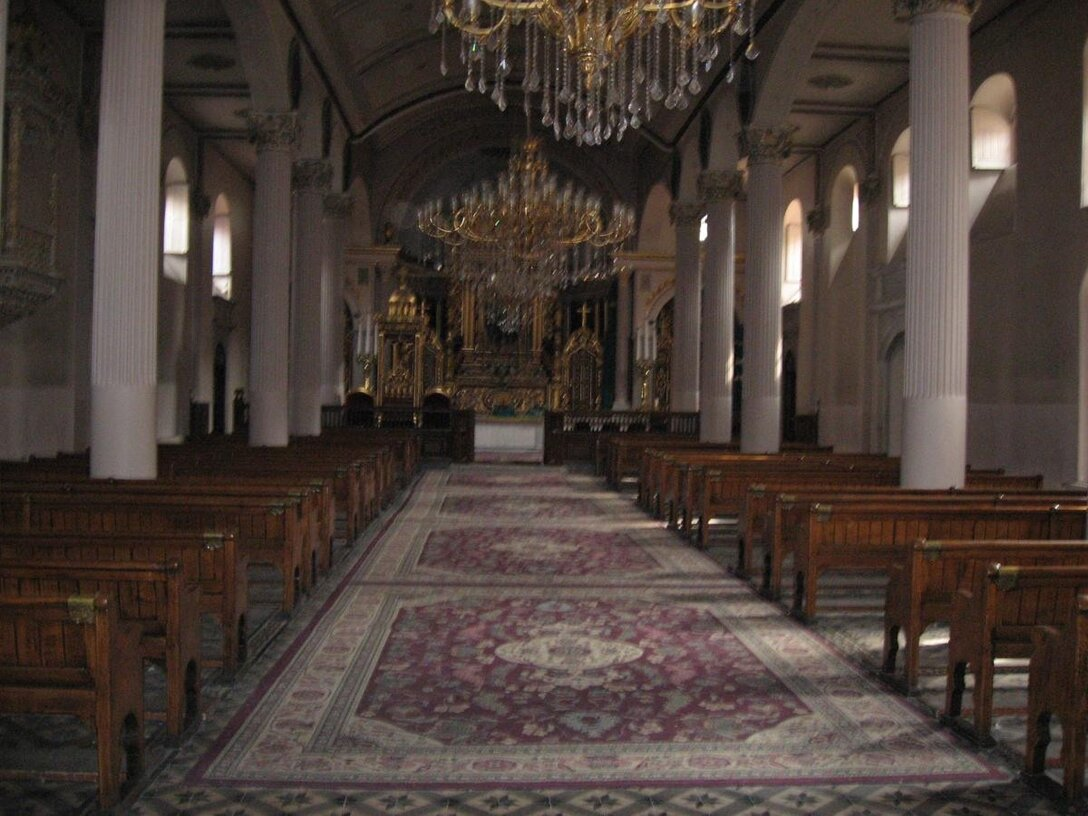
Vista del interior de la Iglesia Patriarcal de la Santa Madre de Dios, lugar donde se realizó la manifestación de Kum Kapu y en donde Jangülian leyó su declaración en el altar.

La manifestación de Kum Kapu tuvo lugar el 27 de julio de 1890 en el distrito de Kumkapi, Constantinopla, en donde se localizaba el Patriarcado Armenio de Constantinopla. Jangülian interrumpió la misa al llegar al altar, y leyó en voz alta una declaración sobre el maltrato hacia el pueblo armenio, denunciando la indiferencia de la iglesia ante estas acciones. Terminada la declaración, los manifestantes forzaron al patriarca a unirse a una procesión que se dirigía hacia el Palacio de Yıldız para exigir reformas para las provincias armenias. Cuando se formó la procesión, la policía rodeó a la multitud, y abrió fuego contra ellos, en la que resultó en varios fallecidos, incluyendo la de 1 policía. Otras fuentes indican que fallecieron 7 personas, entre ellas, 4 policías.
A pesar de que algunos consideraban a Jangülian como un héroe, fue posteriormente condenado a muerte, pero el sultán conmutó su sentencia por cadena perpetua en el exilio. Fue exiliado hacia Acre, Palestina y encarcelado en una fortaleza. Permaneció allí hasta que fue indultado y puesto en libertad en 1896. Sin embargo, muchas fuentes indican que en realidad escapó de la prisión.

### Vida después de la prisión
Una vez libre, Jangülian viajó a Chipre donde intentó reunificar el Partido Hunchak, el cual había se había dividido tras varios desacuerdos políticos.
Posteriormente fue hacia El Cairo y se convirtió en editor del Timagavor, un periódico local armenio. Luego se trasladó hacia Europa, donde buscó unificar varios partidos políticos armenios en uno solo. Después de la Revolución de los Jóvenes Turcos en 1908, regresó a Constantinopla, permaneciendo políticamente activo en el Partido Hunchak. Fue elegido diputado de la Asamblea Nacional de Armenia, representando el distrito de Gedikpaşun.
En 1913, publicó cuatro volúmenes de sus memorias sobre figuras revolucionarias armenias y sus actividades, titulado Memorias de la Crisis Armenia (en armenio: Հիշատակներ հայկական ճգնաժամեն).

## Ejecución
Jangülian fue uno de los intelectuales deportados durante el genocidio armenio. Fue arrestado el 24 de abril de 1915 y enviado por tren hacia Ayaş, un pueblo aledaño a Ankara, donde fue encarcelado junto con otros intelectuales armenios. El 2 de junio, un grupo que incluye Jangülian, Rupen Zartarian, Sarkis Minassian, Khachatur Malumian, y Nazaret Daghavarian fueron sacados de la prisión. Aparentemente, el grupo iba a someterse a una corte marcial en Diyarbakir; sine embargo, Jangülian junto con el resto fueron ejecutados en el área de Karacur, entre Sanliurfa y Severek (actual Siverek). La orden de ejecución fue dada por el capitán Şevket hacia Haci Onbaşı,  miembro de la Organización Especial.